# Xpand Rally
Xpand Rally – wyścigowa gra komputerowa wyprodukowana i wydana 24 września 2004 przez polską firmę Techland. Oparta jest na autorskim silniku Chrome pochodzącym z gry o tej samej nazwie.
Kontynuacją gry jest Xpand Rally Xtreme.

## Rozgrywka
Xpand Rally jest grą wyścigową. Oferuje kilka trybów rozgrywki. Możliwe jest zarówno konkurowanie w próbach czasowych, jak i bezpośrednia walka z kilkoma przeciwnikami. Gracz może uczestniczyć w pojedynczych wyścigach oraz w cyklach wyścigów. Ponadto możliwa jest gra sieciowa w kilku różnych wariantach, do 8 graczy przez Internet i w sieci lokalnej.
Xpand Rally oferuje także rozbudowaną warstwę ekonomiczną. Gracz może tuningować samochód, ale jego budżet jest ograniczony. Podczas każdego wyścigu samochód może się uszkodzić, a za naprawę również trzeba zapłacić.
Zastosowany w grze model fizyczny zachowania pojazdu powoduje, że prowadzenie samochodu jest zależne nie tylko od jakości i zużycia jego podzespołów, ale także od warunków atmosferycznych i rodzaju nawierzchni, po której jedzie.

## Odbiór gry
Gra spotkała się z pozytywnym odbiorem krytyków. Kull z Gier-Online pochwalił ją za bardzo dobrą grafikę, modele zniszczeń i ciekawe tryby gry, ale skrytykował za nielicencjonowane nazwy aut i brak możliwości testowania ich przed zakupem. RazielGP, z portalu Gameplay, uważa Xpand Rally „za jedną z lepszych rajdowych produkcji głównie za kilka innowacyjnych pomysłów jak i dobre wykonanie”. Skrytykował jednak za „źle przemyślaną karierę oraz wątek ekonomiczny”. Grzegorz Młodawski, recenzent z serwisu Gry WP, pochwalił grę za duży wybór samochodów, realistyczny model jazdy oraz zniszczeń i dobre udźwiękowienie. Skrytykował natomiast za to, że tras jest dużo, ale podobnych.
W serwisie Metcritic, Xpand Rally, bazując na 7 recenzjach krytyków z różnych portali recenzenckich, uzyskał średnią 82 na 100 możliwych punktów, natomiast w serwisie GameRankings, gra otrzymała średnią 82,6% bazującą na 10 recenzjach krytyków z różnych portali recenzenckich.